# Rétlaki László
Rétlaki László (Budapest, 1960. február 1. –) közlekedésmérnök, író.

## Élete
Felsőfokú tanulmányait a Budapesti Műszaki Egyetemen végezte, ahol 1984-ben szerezte meg a közlekedésmérnöki diplomáját.
A Budapesti Közlekedési Vállalatnál dolgozott elemző mérnöki, fejlesztő mérnöki beosztásban. 1998-tól a közlekedési hatóság munkatársaként útügyi hatósági feladatokat látott el. Nyugdíjazását megelőzően utolsó munkahelye az Építési és Közlekedési Minisztérium volt, ahol főosztályvezetői beosztásban végezte országos szinten az útügyi hatóság szakmai irányítását.
Rövid írásai jelentek meg az Igen folyóiratban, illetve az Új Magyarország napilapban. Az Özsébvári történetek regényciklusát nyugdíjas éveitől kezdte közrebocsátani a Dr. Kotász Könyvkiadó gondozásában.
1992 óta Piliscsabán él.

## Művei

### Szépirodalmi kötetei
- A nyomozó (Özsébvári történetek I.) (Dr. Kotász Könyvkiadó, 2024)
- Az özvegy (Özsébvári történetek II.) (Dr. Kotász Könyvkiadó, 2025)

### Egyéb írásai
- Visz a mozgólépcső… (Igen, 4. évfolyam, 25-26. szám, 1992. december)
- Boldog Karácsonyt! (Új Magyarország, III. évfolyam, 297. szám, 1993. december 21.)
- (Akár egy fotó által) (Igen, 8. évfolyam, 3. szám, 1996. március)
- Józsi és a Főnök (Igen, 8. évfolyam, 4. szám, 1996. április)
- Küldetés (Igen, 8. évfolyam, 9. szám, 1996. szeptember)
- Ima (Igen, 10. évfolyam, 2. szám, 1998. február)
- Közös vagyon (Igen, 10. évfolyam, 4. szám, 1998. április)
- Élő panel (Igen, 10. évfolyam, 10. szám, 1998. október)
- Átlagkereszténységen felül (Igen, 10. évfolyam, 12. szám, 1998. december)
- Törött lábúnak a mankó (Igen, 11. évfolyam, 4. szám, 1999. április)

### Szakmai publikációk
- Czégel Sándor – Papp György – Rétlaki László: A tömegközlekedés előnyben részesítése a forgalomirányító jelzőlámpák befolyásolásával (Városi Közlekedés, 28. évf. 2. szám, 1988. április)
- A fővárosi forgalomtechnikai adatbank (Városi Közlekedés, 31. évfolyam, 4. szám, 1991. augusztus)
- Schimmer Erzsébet – Rétlaki László: Különleges buszöblök – lehetőség a városi tömegközlekedés segítésében (Városi Közlekedés, 34. évfolyam, 5. szám, 1994. október)
- Szabó Gábor – Rétlaki László: Közforgalmú közlekedés segítése különsávok kijelölésével (Városi Közlekedés, 39. évfolyam, 6. szám, 1999. december)
- Az M0 északi szektor közúti biztonsági felülvizsgálatának tapasztalatai (Hóz Erzsébettel közösen) (A közúti infrastruktúra biztonsága, szerkesztette: Dr. habil. Koren Csaba, Universitas-Győr Nonprofit Kft., 2012.)
- Az M0 északi szektor közúti biztonsági felülvizsgálata (Hóz Erzsébettel közösen) (Biztonságosabb közúti infrastruktúra, szerkesztette: Dr. habil. Koren Csaba, Universitas-Győr Nonprofit Kft., 2014.)
- Nyulasi Erik – Dr. Zsákai Tibor – Rétlaki László: A szintbeni vasúti átjárók fejlesztése (7. rész) – A műszaki szabályozás felülvizsgálata, módosítási javaslatok (Sínek Világa, 2016. 2. szám)